# Catuto

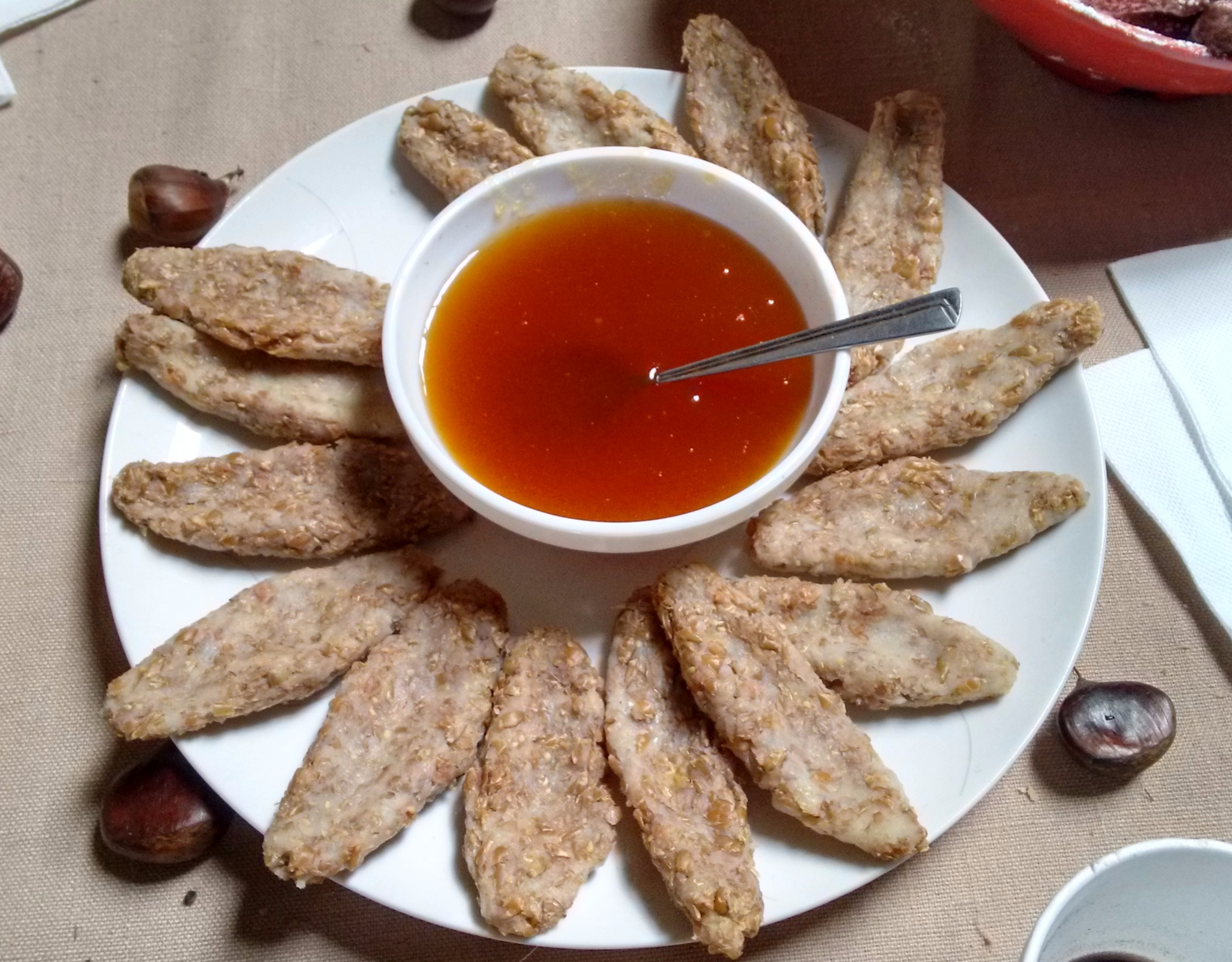
Plato de catutos y miel.

El catuto o mültrün (en mapudungun, mültrün) es una preparación tradicional mapuche, consiste en una masa hecha con granos triturados de trigo cocido y pelado o trigo mote. Existen variantes cuya mezcla se puede hacer con arvejas, porotos, piñones. Tiene un sabor neutro y con un leve dulzor dependiendo de la mezcla realizada. Con el mültrün base de trigo, se puede realizar el muzay.
Para su preparación tradicional, primeramente se le quita el hollejo, pisando el trigo e ir humedeciéndolo en una patia, luego se lava, se cuece y se deja enfriar levemente. Finalmente se muele el trigo haciendo uso de un molino. A la usanza antigua, dicha molienda se realiza haciendo uso del kuzi. 
Se le da forma plana y alargada, semejante a una rombo largo y redondeado. La forma de consumo es directo, untados con miel, mermelada, fritos o de otra forma preferida. 
La preparación y consumo está destinado al ámbito tradicional familiar, social.  